# Базова станція
В радіозв'язку ба́зова ста́нція — це системний комплекс приймально-передавальної апаратури, що здійснює централізоване обслуговування групи кінцевих абонентських пристроїв.

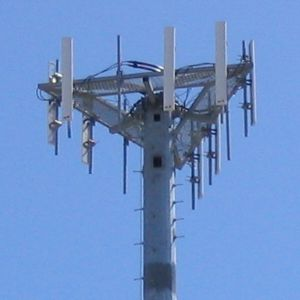
Антени базової станції на вежі

Наприклад, при організації зв'язку малогабаритними мобільними раціями на місцевості, встановлюється стаціонарна антена і радіостанція з більш високою, ніж інші, вихідною потужністю. Вона здійснює при необхідності ретрансляцію сигналу, а її оператор контролює обстановку в ефірі.

## В безпровідних мережах передачі даних
У безпровідних мережах передачі даних базова станція — це приймач радіосигналу, який виконує роль концентратора в дротових локальних мережах. Зазвичай базова станція складається з малопотужного трансивера і безпровідного маршрутизатора.

## Професійний радіозв'язок
У професійних дуплексних системах радіозв'язку базова станція використовується як центральний вузол, що виконує диспетчерські функції в мережі мобільних радіостанцій з централізованою топологією, а також як передавач повідомлень в пейджинговому зв'язку. При цьому базова станція виступає в ролі одного з кінцевих вузлів в каналі зв'язку, в ролі іншого кінцевого вузла виступає несуча або возима радіостанція. Прикладами базових станцій у професійному дуплексному радіозв'язку є диспетчерські центри служби таксі або служби евакуації автомобілів.
Базові станції звичайно бувають одноканальними. У системах з радіообміну низької інтенсивності можливе використання багатоканальних базових станцій.  У системах з інтенсивним радіообміном при необхідності використання додаткових каналів зазвичай встановлюють по одній одноканальній радіостанції на кожен канал. При цьому на диспетчерському пульті кожна базова станція відображається як окремий канал. У великих диспетчерських центрах з кількома диспетчерами це забезпечує незалежну одночасну роботу декількох диспетчерів на різних каналах. При цьому базові станції можуть бути територіально віддалені як один від одного, так і від диспетчерського центру. Як приклад наводять єдиний диспетчерський центр таксі на кілька міст. Диспетчер вибирає необхідний канал і передає інформацію автомобілям в необхідному місті.
Базові станції можуть бути з місцевим або дистанційним управлінням. Місцеве управління забезпечується локально за допомогою органів управління обладнанням, встановленим на базовій станції. При дистанційному керуванні використовуються органи управління на диспетчерському пульті. Команди передаються за допомогою сигналів змінного струму тональної частоти або сигналами постійного струму в форматі 4-20 мА. Команди обробляються схемами управління на базовій станції. Зв'язок диспетчерського центру з віддаленими базовими станціями ведеться по виділеному телефонному каналу або по каналу радіозв'язку, відмінного від каналу зв'язку з рухомими об'єктами. Деякі системи для зв'язку диспетчерського центру з базовими станціями використовують чотирипровідні телефонні лінії або радіоканали повного дуплексного зв'язку, інші системи використовують двопровідні телефонні лінії або напівдуплексні радіоканали.

## В безпровідній телефонії
Безпровідна телефонія відрізняється від дуплексного радіозв'язку тим, що:
- Безпровідний телефонний зв'язок є комутованим: за допомогою набору номера на початку розмови встановлюється канал зв'язку з абонентом, після того як один з абонентів покладе трубку — канал розривається.
- Безпровідні телефони зазвичай мають зв'язок з телефонною мережею загального користування.

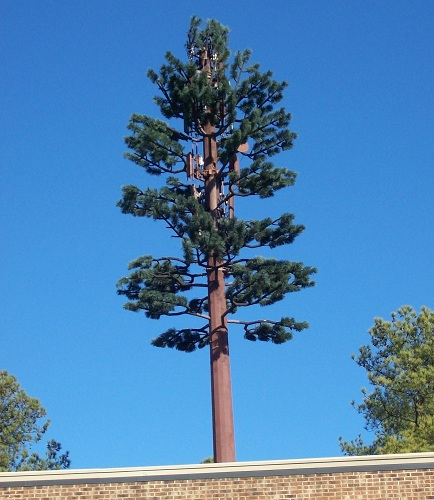
Антенна щогла базової станції, замаскована під дерево

Базова станція в безпровідній телефонії зв'язується з мобільним безпровідним телефонним апаратом. При цьому сигнали від одного або декількох мобільних телефонів приймаються базовою станцією, яка передає ці виклики в наземні телефонні лінії. Застосування інших видів апаратури при цьому залежить від архітектури мережі. Мобільні мережі операторів зв'язку, наприклад мережі GSM, використовують для цих цілей комутатори, радіорелейний зв'язок і автоматичну телефонну станцію. На відміну від цього базові станції побутових безпровідних радіотелефонів під'єднані безпосередньо проводами до телефонних ліній.

## У стільниковому зв'язку
Базова станція стосовно до стільникового зв'язку — комплекс радіопередавачів (ретранслятори, прийомо-передавачі), що здійснює зв'язок з кінцевим абонентським пристроєм — стільниковим телефоном. Одна базова станція стандарту GSM зазвичай здатна підтримувати до 12 передавачів, а кожен передавач здатний одночасно підтримувати зв'язок з 8-ма абонентами, що спілкуються. Комплекс розташованих поруч базових станцій утворює соту. Базові станції з'єднані з комутатором стільникової мережі через контролер базових станцій. Контролер і комутатор встановлюються в одному приміщенні і з'єднуються прямою оптичною лінією. Підключення кожної базової станції до контролера здійснюється за допомогою транспортної мережі, яка будується на базі радіорелейних, волоконно-оптичних і мідних ліній. У деяких країнах базові станції маскують під рослинність, що дозволяє трохи прикрасити залізні конструкції вишок.
Мережа базових станцій може виконувати функції оперативного збору метеорологічної інформації, зокрема виміру напряму та швидкості вітру, вияву зон турбулентності.

## Інше
Базові станції також застосовуються в стільниковому телебаченні, транкінговому зв'язку, мережах Wi-Fi, WiMAX та інших технологіях.